# Armadillo alievi
Armadillo alievi is een pissebed uit de familie Armadillidae. De wetenschappelijke naam van de soort is voor het eerst geldig gepubliceerd in 1990 door Schmalfuss.